# Opština
Opština, Obștina, Občina sau Općina (chirilic: општина sau община), este numele unei unități administrative în mai multe țări de origine slavă, în special din fosta Iugoslavie.
| Țara                | Singular                 | Dual   | Plural                   | Articol                                  |
| ------------------- | ------------------------ | ------ | ------------------------ | ---------------------------------------- |
| BIH                 | opština, općina, општина |        | opštine, općine, општине | Comunele Bosniei și Herțegovinei         |
| Bulgaria            | община, obshtina         |        | общини, obshtini         | Comunele Bulgariei                       |
| Croația             | općina                   |        | općine                   | Comunele Croației                        |
| Republica Macedonia | општина, opština         |        | oпштини, opštini         | Comunele Macedoniei                      |
| Kosovo              | општина, opština         |        | општине, opštine         | Comunele din Kosovo (în albaneză:Komuna) |
| Muntenegru          | opština, општина         |        | opštine, општине         | Comunele Muntenegrului                   |
| Rusia               | община, obșcina          |        | общины, obșcinî          |                                          |
| Serbia              | општина, opština         |        | општине, opštine         | Comunele Serbiei                         |
| Slovenia            | občina                   | občini | občine                   | Comunele Sloveniei                       |